# 安部井櫟堂
安部井 櫟堂（あべい れきどう、男性、文化2年（1805年） – 明治16年（1883年）9月16日）は、近代日本の篆刻家である。
名はカイ？（大+介）、字は大介、号は芥舟。通称音門のちに音人。はじめの姓は岡氏。近江彦根の人。

## 略伝
近江国に生まれたが京都富小路押小路北・南に住む。篆刻の師は不明。明治元年（1868年）、印司に任命される。60代半ばにして明治政府から天皇御璽・大日本国璽の刻印を命じられ1年がかりで明治7年（1874年）に拝刻した。2つの金印は強度を保つため合金製で、櫟堂が繆篆
（びゅうてん）を用いて拝刻して秦藏六が鋳造した。重さは4.5kgあり、現在でも公文書に用いられている。

## 印譜
- 『平安名家印譜』（文久元年）
- 『鉄如意印譜』